# Roman de Troie

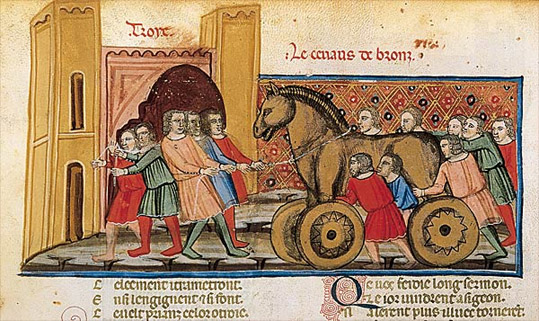
Miniatuur van het paard van Troje in een Italiaans handschrift van de Roman de Troie gemaakt omstreeks 1340-1350

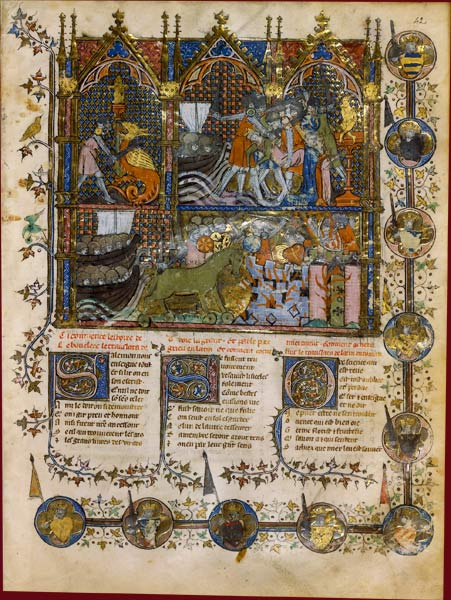
Pagina uit een Parijs handschrift gemaakt omstreeks 1330 met afgebeeld: Jason en de draak, de ontvoering van Helena en de inname van Troje

De Roman de Troie is een gedicht van omstreeks 1160-1170 geschreven in het Oudfrans door Benoît de Saint-Maure. Het bestaat uit ca. 30.000 achtlettergrepige verzen. Het is de belangrijkste middeleeuwse Trojeroman en is gebaseerd op het 5e-eeuwse De excidio Trojæ historia dat zou geschreven zijn door de Trojaan Dares Phrygius.
Het werk is opgedragen aan een "riche dame de riche rei". Gebruikelijk wordt onder deze "machtige dame van een machtige koning" Eleonore van Aquitanië (1122-1204) verstaan. De Roman de Troie kende een groot succes in de Middeleeuwen. In de 13e en 14e eeuw werd het gedicht vijf keer herwerkt tot een prozastuk en het werd ook vertaald naar het Spaans. Van de tekst van Benoît de Saint-Maure zijn nog 52 kopieën bekend.
Benoît de Saint-Maure houdt voor helemaal afhankelijk te zijn van de antieke bronteksten en enkel te vertalen. In de proloog verwerpt hij het verhaal van Homerus. Hij baseerde zich daarentegen op het Latijnse De excidio Trojæ historia, onterecht toegeschreven aan Cornelius Nepos, dat zou teruggaan op een Grieks origineel geschreven door de Trojaan Dares Phrygius.
Benoît de Saint-Maure schreef in de volkstaal en richtte zich tot een aristocratisch lekenpubliek. Hij veranderde Griekse en Trojaanse helden in ridders, graven en hertogen, tempels in kerken enzovoort. Het ridderideaal en de hoofse cultuur worden verpersoonlijkt door de Trojaanse helden. Troje werd in de Middeleeuwen beschouwd als toppunt van de hoofse beschaving, terwijl de Griekse helden werden vereenzelvigd met de Byzantijnen, waarmee de westerse middeleeuwers minder goede ervaringen hadden.